# Nieuport 14
El Nieuport 14 (o Nieuport XIV A.2 en fuentes contemporáneas) fue un sesquiplano militar de reconocimiento producido en Francia durante la Primera Guerra Mundial. El Ejército francés lo desplegó en 1916, pero el modelo fue retirado rápidamente del servicio de primera línea.

## Diseño y desarrollo

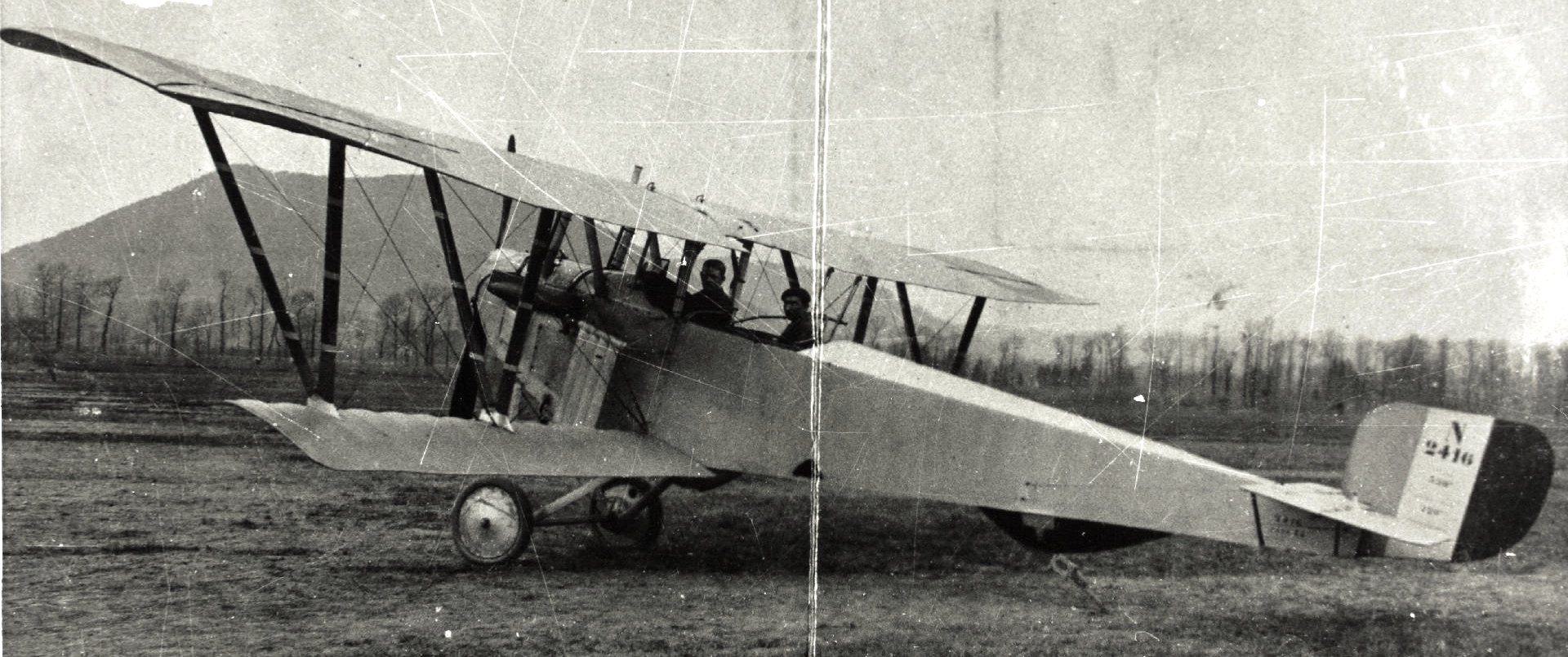
Nieuport 14.

Desarrollado en respuesta a un encargo de la Aéronautique Militaire del verano de 1915 por un avión de reconocimiento biplaza capaz de realizar un vuelo de 180 km y volver, llevando una carga de bombas. Nieuport empezó desde el avión de reconocimiento Nieuport 12, pero alargando su fuselaje para compensar el motor montado en el morro Hispano-Suiza V8 y aumentando su envergadura con la adición de un vano adicional. El prolongado desarrollo, que implicó algunos refinamientos en la instalación motora y el aumento de la superficie alar de los 28 a 30 m², resultó en que entrase en servicio ya a mitad de 1916.
Un desarrollo posterior, con un motor mayor y una estructura agrandada resultaría en el Nieuport 15.
Se construyeron tres células adicionales no relacionadas, que algunas fuentes han conectado con el Nieuport 14, presentado todas un radiador de morro, alas de vanos simples y un fuselaje ancho con abultamiento superior. Uno tenía grandes recortes en las alas para mejorar la visibilidad y estaba equipado con un motor Lorraine-Dietrich 8A de 130 kW (180 hp), otro con un Hispano-Suiza de 110 kW (150 hp) y el tercero con un Hispano-Suiza de 160 kW (220 hp) y un ala con forma de media luna.
Al fracasar como avión de combate, se desarrolló una versión especializada de entrenamiento, el Nieuport 14 École con controles dobles, ruedas de morro para prevenir los accidentes de capotaje, y un motor rotativo Le Rhone 9C de 60 kW (80 hp) en lugar del original V8. Es posible que algunas de estas células fueran sobrantes de la producción original. Cuando fue refinada, la versión de entrenamiento fue redesignada Nieuport 82 E.2 y apodada Grosse Julie ("Gran Julia").

## Historia operacional
Las entregas a los escuadrones de reconocimiento comenzaron a finales de 1916, reemplazando a los obsoletos modelos Voisin III y V. Sin embargo, cambios en las prioridades provocaron que la producción se redujera debido a la desesperada necesidad de los motores Hispano-Suiza para los cazas SPAD S.VII, y varias unidades, incluyendo las Escadrille 102 y 103, que habían planeado operar el Nieuport 14, se convirtieron en unidades de caza en su lugar, operando el Nieuport 17.
Con la producción detenida prematuramente, los aparatos restantes fueron relegados a tareas de entrenamiento y a utilitarios de unidad, una vez que se habían realizado mejoras en sus radiadores laterales Hazet, que habían sido una fuente de problemas. Aunque el Nieuport 14 sólo entró en acción en Francia, el Nieuport 82 sirvió más ampliamente. Junto a escuelas de vuelo en Francia, Brasil operó 9 Nieuport 82 de 1919 a 1924, y Japón operó un pequeño número, adquiriendo uno, al menos, la matrícula civil J-TOXC. La primera aviadora nativa americana y afroamericana Bessie Coleman realizó parte de su entrenamiento en un Nieuport 82 en Francia.

## Variantes
Nieuport 14 A.2
Designación de servicio de un prototipo de avión de reconocimiento con motor de 100 kW (140 hp).
Nieuport 14bis A.2
Designación de servicio de un prototipo de avión de reconocimiento con motor de 130 kW (175 hp).
Nieuport 14 E.2
Designación de servicio inicial como entrenador.
Nieuport 82 E.2
Versión especializada de entrenamiento con motor rotativo de 60 kW (80 hp).

## Operadores
Brasil
Aviacao Militar
 Francia
- Aéronautique Militaire

 Japón
Departamento de Aviación del Ejército

## Especificaciones
Referencia datos: Nieuport Aircraft of World War One y French Aircraft of the First World War

### Características generales
- Tripulación: Dos (piloto y observador)
- Longitud: 7,9 m (25,9 ft)
- Envergadura: 11,9 m (39 ft)
- Altura: 2,7 m (8,7 ft)
- Superficie alar: 30 m² (322,9 ft²)
- Peso vacío: 620 kg (1366,5 lb)
- Peso cargado: 1030 kg (2270,1 lb)
- Planta motriz: 1× motor lineal V8 refrigerado por líquido Hispano-Suiza 8Aa.
  - Potencia: 130 kW (179 HP; 177 CV)
- Hélices: Régy 326 o Eclair 8, bipala de madera de paso fijo[7]
- Diámetro de la hélice: 2,6 m

### Rendimiento
- Velocidad máxima operativa (Vno): 155 km/h (96 MPH; 84 kt) a nivel del mar
  - 138 km/h a 2000 m (6600 pies)
  - 129 km/h a 3000 m (9800 pies)
- Alcance: 3 h
- Tiempo a altitud: 15 min a 2000 m (6600 pies)

### Armamento
- Ametralladoras: 

  - 1x Lewis de 7,7 mm (o Etévé) flexible en la cabina del observador
- Bombas: 

  - 4x 120 mm

## Aeronaves relacionadas

### Secuencias de designación
- Secuencia Numérica (interna de Nieuport): ← 12 - 12bis - 13 - 14 - 15 - 16 - 17 -- 31 - 80 - 81  - 82  - 83